# كربيد الألومنيوم
كربيد الألومنيوم هو مركب كيميائي له الصيغة Al4C3 ، يكون بحالته النقية على شكل بلورات لها لون أصفر ذهبي، أما المنتج التقني منه فيكون على شكل مسحوق له لون رمادي مسود.
ينتمي مركب كربيد الألومنيوم إلى فصيلة الكربيدات، وتكون البنية البلورية لهذا المركب مؤلفة من طبقات لذرات الألومنيوم، تتخللها طبقات من ذرات الكربون.

## التحضير
يحضر مركب كربيد الألومنيوم من تسخين كميات ستوكيومترية من الألومنيوم ومسحوق الكربون في بوتقة من الغرافيت عتد 2000°س في جو من الهيدروجين.

## الخواص
تتواجد ذرات الكربون في هذا المركب على شكل شوارد (أيونات) 4-C، لذلك يكون حصراً ناتج حلمهة هذا المركب هو الميثان بالإضافة إلى هيدروكسيد الألومنيوم.
مثل هذا السلوك الكيميائي لا يقوم به أيضاً إلا مركب كربيد البيريليوم Be2C.

## الاستخدامات
- يستخدم كربيد الألومنيوم لتحضير غاز الميثان، لاختزال أكاسيد المعادن، ولإنتاج نتريد الألومنيوم.
- عندما تبعثر جسيمات من كربيد الألومنيوم في وسط من فلز الألومنيوم فإن الخليطة الناتجة يكون لها ميل أقل للزحف، خاصة في حال مزجها مع جسيمات من كربيد السيليكون.[3]
- يستخدم كربيد الألومنيوم كمادة سحج في أدوات القطع عالية السرعة،[4] حيث أن له صلادة تشابه صلادة الزبرجد.[5]